# Калидония
Калидони́я (греч. Καλυδονία) — село в Греции, на северо-западе Крита. Находится на высоте 129 метров над уровнем моря, в 9 километрах к северо-востоку от Кисамоса и в 24 километрах к западу от Ханьи. Входит в общину Платаньяс в периферийной единице Ханья в периферии Крит. Население 106 человек по переписи 2011 года.
Село с севера и запада огибает национальная дорога 90 (ВОАК) Кисамос — Сития, часть европейского маршрута E65.
Село основано 16 октября 1940 года как Καλυδώνια, в 1991 году написание название изменено на Καλυδονία.

## Сообщество Калидония
Сообщество создано в 1925 году (ΦΕΚ 365Α) как Камара-Кумули, в 1955 году (ΦΕΚ 261Α) административным центром сообщества стало село Калидония, в 1957 году (ΦΕΚ 253Α) сообщество переименовано в Калидонию (κοινότητα Καληδονίας), в 1991 году написание изменено на κοινότητα Καλυδονίας. В сообщество входит пять сёл. Население 290 жителей по переписи 2011 года. Площадь 7,478 квадратных километров.
| Населённый пункт | Население (2011), человек |
| ---------------- | ------------------------- |
| Венион           | 6                         |
| Калидония        | 106                       |
| Камара           | 99                        |
| Кумулион         | 7                         |
| Мелисурьион      | 72                        |

## Население
| Год  | Население, человек |
| ---- | ------------------ |
| 1991 | 137                |
| 2001 | 131                |
| 2011 | ↘ 106              |